# Illa i resclosa de Canet
L'Illa i la Resclosa de Canet, al riu Ter, formen una zona humida d'unes 15 hectàrees de superfície. Tot l'espai es
localitza a cavall dels municipis de la Tallada d'Empordà i Serra de Daró, a la plana del Baix Empordà.
Es tracta d'un espai format, d'una banda, per l'acumulació de materials sedimentaris aportats pel riu i, per l'altra, per la resclosa que embassa i estanya les aigües. L'espai presenta l'interès de conservar una bona mostra dels boscos de ribera típics del curs baix del Ter (hàbitat d'interès comunitari; codi 92A0).
La salzeda amb sarga ocupa una notable extensió, especialment als indrets inundats amb major freqüència. A part de la sarga (Salix elaeagnos) hi trobem altres arbres de ribera com els verns (Alnus glutinosa), els pollancres (Populus nigra), els salzes (Salix alba), etc.
L'espai constitueix una important àrea de refugi i nidificació per a diverses espècies d'ocells propis de les zones humides i especialment lligades als boscos de ribera, com el martinet de nit (Nycticorax nycticorax) o l'esplugabous (Bubulcus ibis), entre moltes altres.
Es tracta, en conjunt, d'un espai ben conservat i poc freqüentat, la qual cosa ajuda a la seva conservació. Tot i això convindria un major control sobre les tales forestals i sobre les actuacions de neteja dels marges que afecten negativament la integritat dels boscos de ribera.
La zona humida de l'Illa i resclosa de Canet és inclosa tota a l'espai de la Xarxa Natura 2000 ES5120011 «Riberes del Baix Ter» i, només l'illa de Canet, forma part de l'espai del PEIN «Illa de Canet»". Aquesta illa fou declarada també Reserva natural de fauna salvatge (Ordre de 17 de setembre de 1996), amb un total de 0,7 hectàrees, amb la finalitat de protegir els boscos de ribera i les espècies d'ocells associades.